# مونتزوما (جورجیا)
مونتزوما، جورجیا (به انگلیسی: Montezuma, Georgia) یک شهر در ایالات متحده آمریکا با جمعیت ۳٬۴۶۰ نفر است که در جورجیا واقع شده‌است.

## موقعیت جغرافیایی
موقعیت جغرافیایی شهرها و مناطق اطراف به شرح زیر است: